# الشنطور
قرية الشنطور هي إحدى القرى التابعة لمركز سمسطا في محافظة بني سويف في جمهورية مصر العربية. حسب إحصاءات سنة 2006، بلغ إجمالي السكان في الشنطور 14824 نسمة، منهم 7352 رجل و7472 امرأة.
ومن أبنائها محمود باشا فهمي رئيس أركان الجيش المصري وأحد قادة الثورة العرابية.